# Globus Jagellonicus
Pour les articles homonymes, voir Jagellonne.

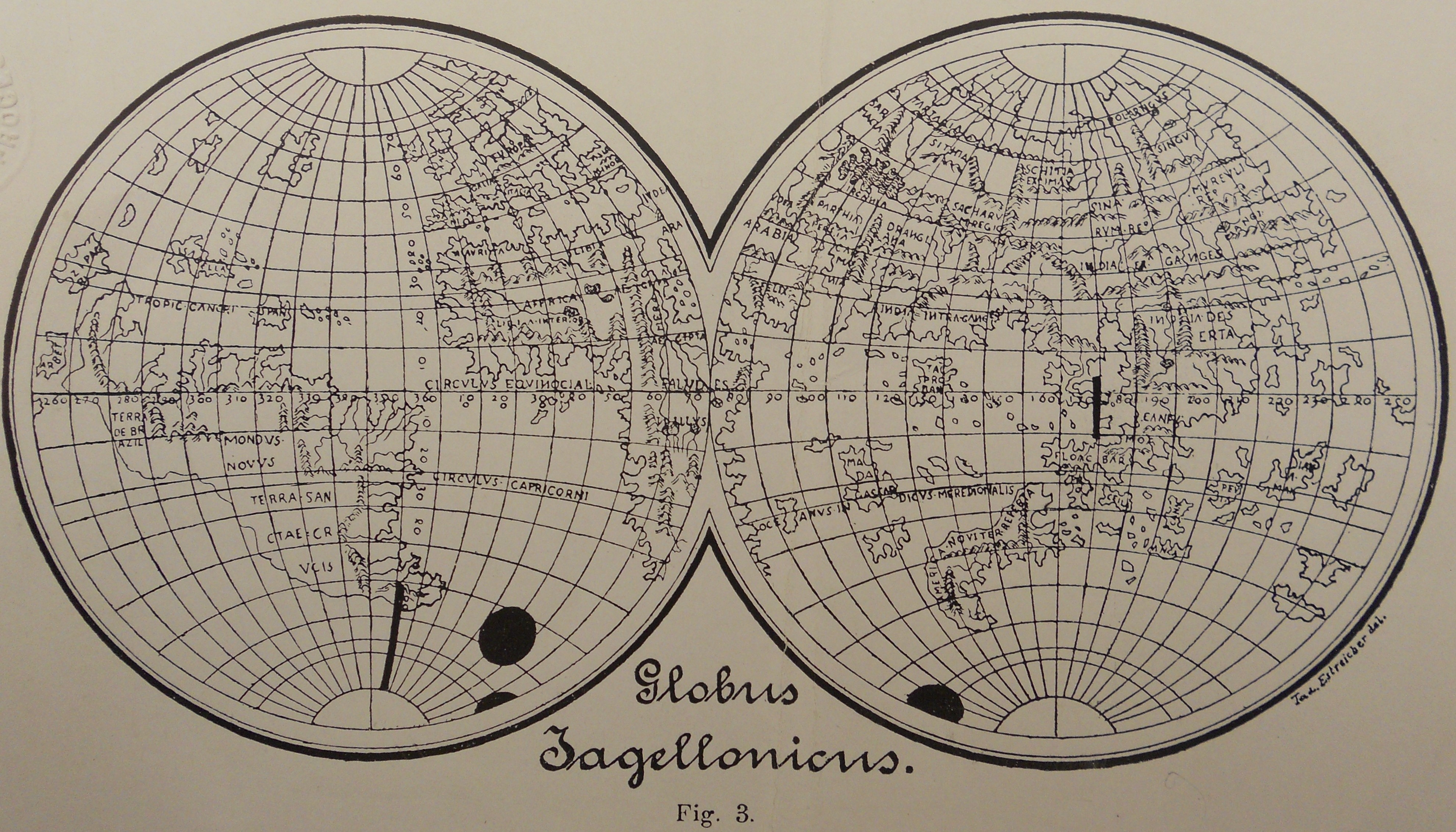
Globus Jagellonicus. Tadeusz Estreicher delineavit. Illustration No. 3 publié dans Tadeusz Estreicher, Globus Biblioteki Jagiellońskiej z początku wieku XVI, w Krakowie, Nakładem Akademii Umięjetności, 1900.

Le Globus Jagellonicus  ou globe Jagellon est un globe terrestre exposé dans les locaux du Collegium Maius de l'université Jagellonne de Cracovie en Pologne.
Il est daté de 1510 et serait l'un des plus anciens globes montrant l'Amérique, avec les globes Hunt-Lenox et Missinne.
Il est contemporain d'autres globes terrestres tel que le globe Erdapfel de Martin Behaim, réalisé à Nuremberg en 1492 mais ne représentant pas les Amériques, ainsi que le Globe Vert de Martin Waldseemüller de 1507  qui montrait déjà le continent américain[réf. nécessaire].
Le globe demeura continuellement dans l'université de Cracovie depuis la Renaissance. Il est exposé au musée de l'université, le "Muzeum Uniwersytetu Jagiellonskiego".

En 1900, le professeur Tadeusz Estreicher en donne une description dans un de ses mémoires : "Globus Biblioteki Jagiellońskiej z początku wieku XVI, w Krakowie".
Le Globus Jagellonicus mesure 73,5 cm de diamètre et contient à l'intérieur le mécanisme d'une horloge astronomique. Le globe est cerclé par deux  calottes en taille-douce dorée. Sur un des continents situés au sud-ouest de l'océan Atlantique, est mentionné la phrase latine : "America noviter reperta". Le terme America étant utilisé par Waldseemüller en 1507 dans sa  Universalis Cosmographia.